# ادی اوکیندن
ادی اوکیندن (انگلیسی: Eddie Ockenden؛ زادهٔ ۳ آوریل ۱۹۸۷) بازیکن هاکی روی چمن اهل استرالیا است.